# 바이다주
바이다주(아랍어: ‎البيضاء)는 예멘 중부 내륙 지방에 위치한 주로, 주도는 알바이다이며 인구는 577,369명(2004년 기준), 면적은 10,487km2이다.